# Corporación Aeronáutica Unida
ОАК (en ruso: «Объединённая авиастрои́тельная корпора́ция», Ob"yedinonnaya Аviastroítel'naya Кorporátsiya, en español: Corporación de Aeronaves Unidas y en inglés: United Aircraft Corporation (UAC)), es una corporación rusa creada por el gobierno con la finalidad de fortalecer y vincular a las empresas rusas relacionadas con el diseño y construcción de aeronaves, así como servicios conexos a la industria aeroespacial. Con esto se pretende también consolidar los activos estatales que participan en el diseño, fabricación y venta de aeronaves civiles, militares, y naves no tripuladas. Fue creada por el presidente ruso Vladímir Putin en febrero de 2006.
Corporación Aeronáutica Unida y sus empresas integrantes, tienen como objetivo primario las actividades de diseño, fabricación, venta, operaciones de mantenimiento, garantía y servicio, rehabilitación, reparación y utilización de aeronaves civiles y militares. No obstante que en un inicio el objetivo fue fusionar las operaciones de las empresas que son sus filiales; la diversidad de tecnologías y productos y el hecho que las empresas tengan relativamente una gran independencia, han hecho que la UAC, funcione como un holding empresarial.

## Historia

### La aviación Rusa
La ОАК es una empresa relativamente nueva, su historia tiene que ver íntimamente con la legendaria dinastía de proyectistas de aviones de la Unión Soviética —actualmente la Federación Rusa—.
La industria aeroespacial soviético-rusa, es una de las más prolíficas del mundo, para principios de siglo, existían al menos 7 empresas Rusas dedicadas al diseño y fabricación de aeronaves de diversa índole. Por un lado tenemos a los aviones caza o de combate, entre los que podemos mencionar al Sukhoi Su-30 y al célebre Mikoyán MiG-23. Mientras que en la categoría de aviones de pasajeros destacan entre otros los Tupolev Tu-154, Tupolev Tu-204 y el Ilyushin Il-96. En el otro extremo tenemos a los gigantes aviones de transporte capaces de trasladar carga de grandes dimensiones como maquinaria, locomotoras o fuselajes, en esta categoría tenemos al Ilyushin Il-76 y a los Antonov An-124 Ruslán. El gigantesco Antónov 225 Mriya, con sus 84 metros de largo continúa a la fecha ostentando el puesto del avión más grande del mundo.
El 1 de septiembre de 2017, la Junta Directiva de la UAC y las subsidiarias de la UAC, Sukhoi Civil Aircraft e Irkut Corporation llegaron a un acuerdo para fusionar la industria civil Corporación Irkut y Sukhoi Civil Aircraft en una División de Aviación Civil sobre la base de la Corporación Irkut. De acuerdo con las decisiones tomadas, a su vez, Sukhoi se convertirá en la base financiera de todas las aeronaves civiles producidas por UAC. Según la UAC, las transformaciones corporativas tienen como fin realizar el objetivo estratégico de la UAC de aumentar la participación de productos civiles en su cartera al 45% para 2035 e impulsar la producción anual de aeronaves civiles a 100-120 aeronaves por año, así como aumentar la eficacia económica de UAC y reducir costes mediante la centralización de los procesos de apoyo y la disminución de los niveles de gestión. La transformación permitirá concentrar recursos para desarrollar, fabricar y comercializar aeronaves civiles rusas, garantizará la coherencia en estas áreas y simplificará los procedimientos de certificación y licencia.
Estas empresas, conocidas originalmente en su mayoría como oficinas de diseño, representan los avances rusos en cuanto a la tecnología aeroespacial, así como su capacidad de innovación frente a las empresas aeronáuticas multinacionales; las organizaciones de UAC son:
- Aviastar-SP
- Beriev
- Ilyushin Aviation Complex
- Corporación Irkut
  - Branch: Regional Aircraft-Branch of the Irkut Corporation (anteriormente:Sukhoi Civil Aircraft)
  - Branch: Irkutsk Aviation Plant
  - Branch: Yakovlev Design Bureau
- Myasishchev
- Mikoyan
  - Branch: Sokol Plant
- Sukhoi Company
  - Design Bureau
  - Civil Aircraft (adquirido por Corporación Irkut)
  - Branch: Komsomolsk-on-Amur Aircraft Production Association
  - Branch: Fábrica de aviación de Novosibirsk
- Tupolev
  - Branch: Asociación de producción de aviones de Kazán
- Voronezh Aircraft Production Association

### Financial y negocio
- Finance Leasing Company
- Ilyushin Finance Co.
- LLC UAC - Purchases
- Sukhoi Holdings

### Joint Ventures
- China-Russia Aircraft International Co, Ltd. (CRAIC; con Comac)
- LLC UAC - Antonov (con Antonov, terminado en 2015[5])
- Mutilrole Transport Aircraft Limited (con Hindustan Aeronautics Limited)
- SuperJet International (con Leonardo S.p.A.)

## Estrategia empresarial

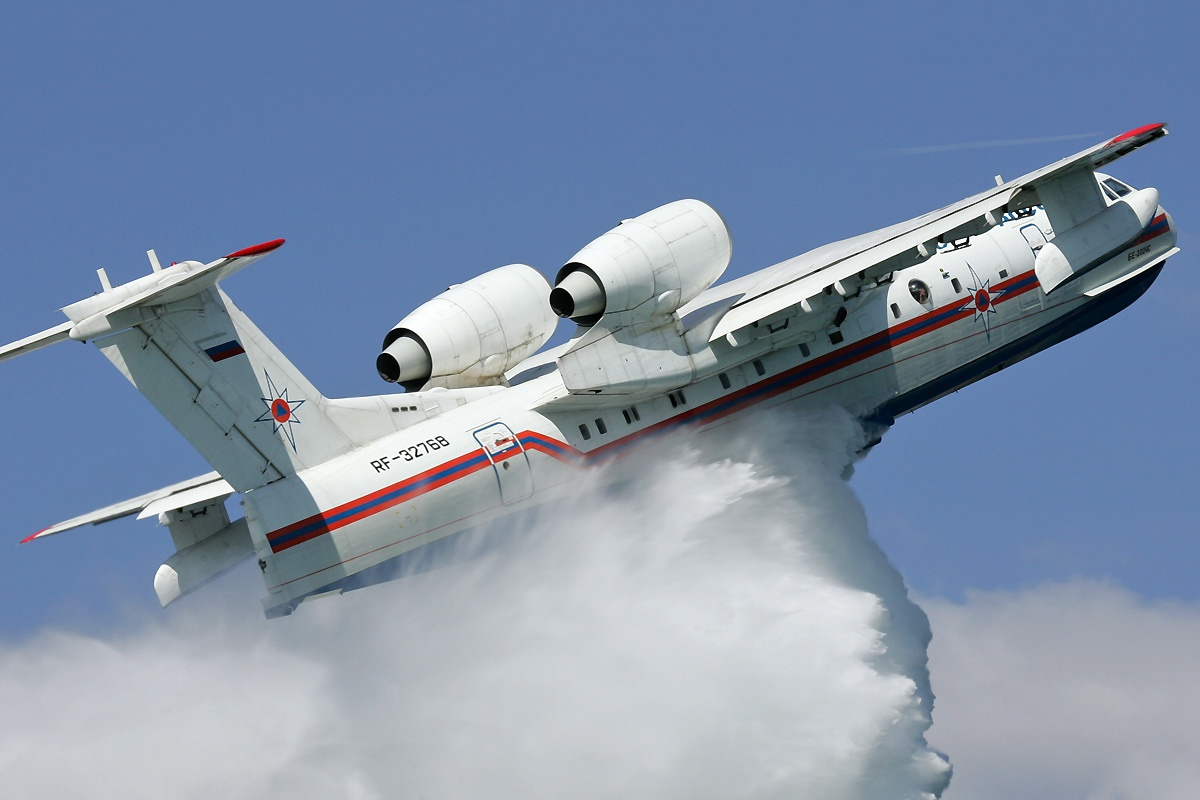
Beriev Be-200, hidroavión utilizado en la lucha contra incendios, misiones en las zonas críticas, búsqueda y rescate.

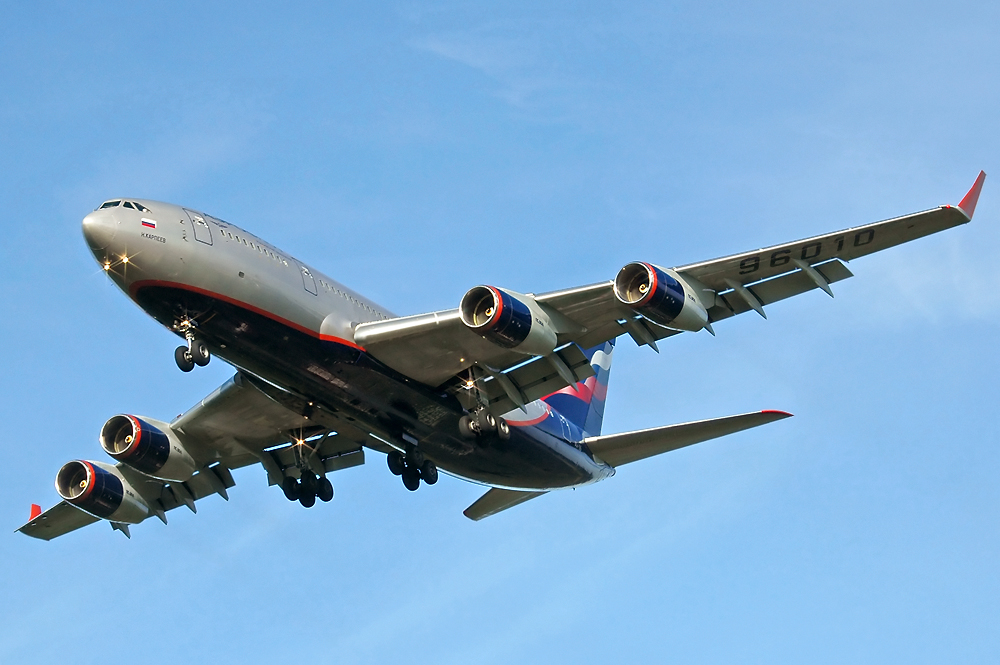
Ilyushin Il-96, versátil avión de pasajeros de 4 motores.

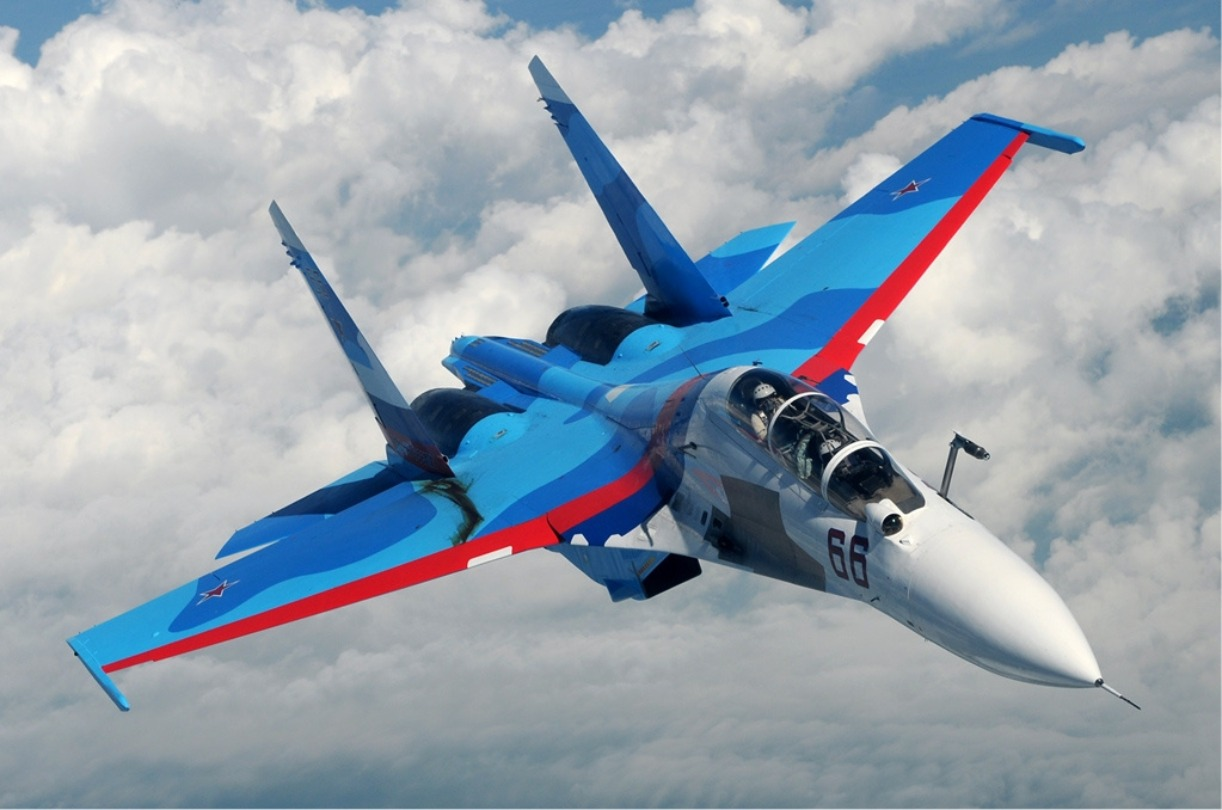
Sukhoi Su-30, avión de combate diseñado para realizar misiones de ofensiva aérea y ataque a tierra por igual.

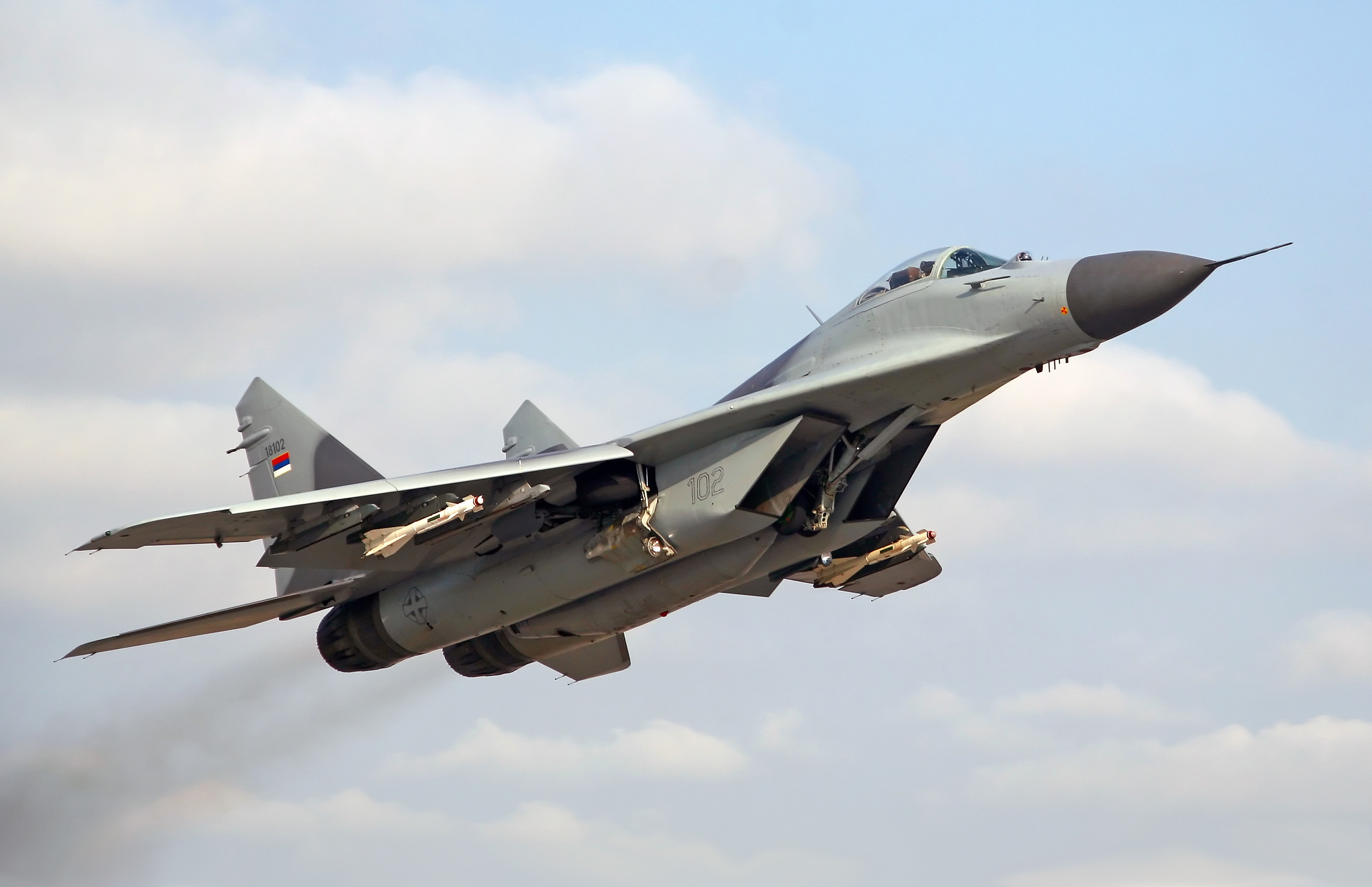
Mikoyán MiG-29, avión diseñado para misiones de combate aéreo contra otros aviones caza, a gran altitud y velocidad.

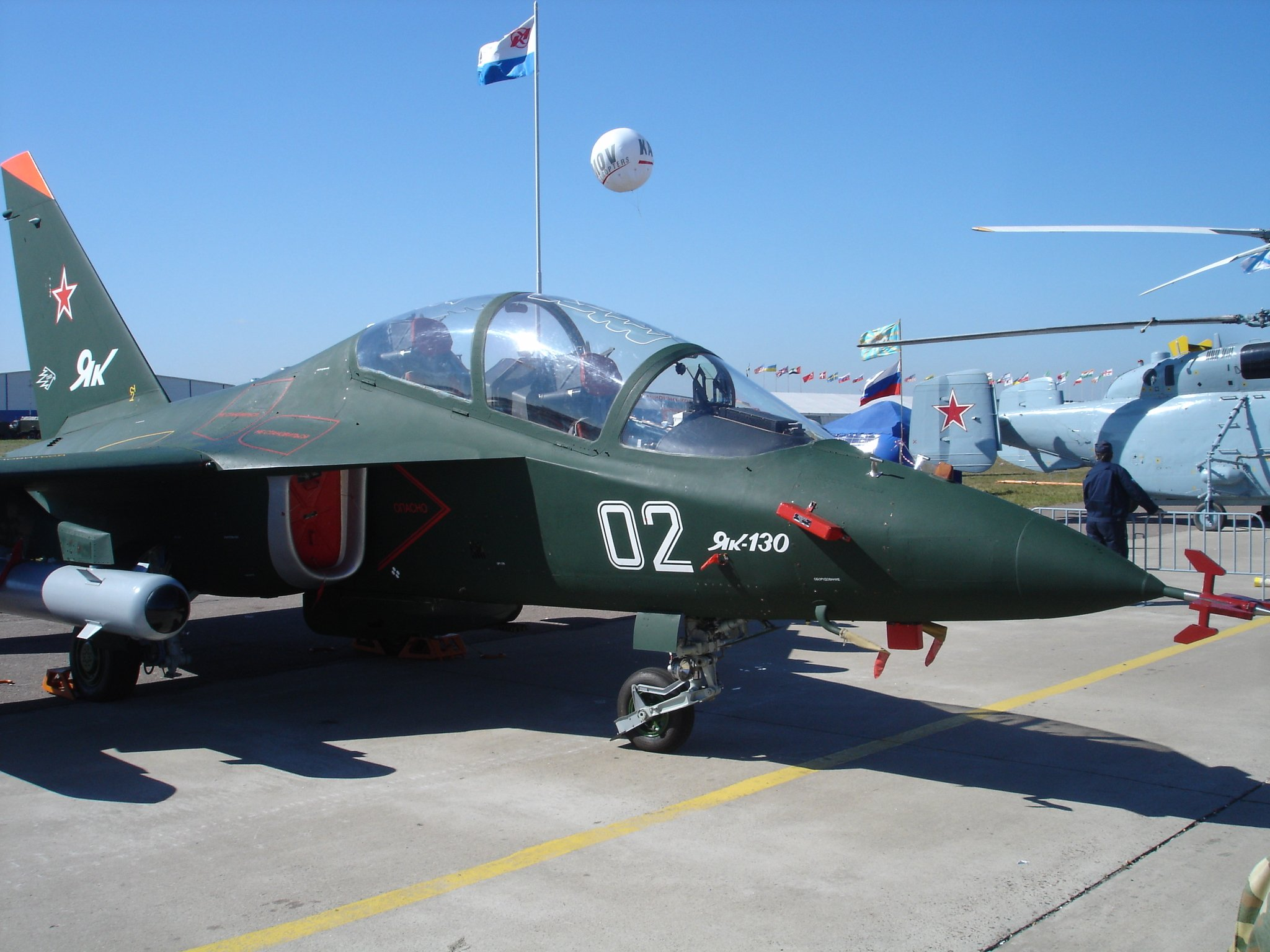
Yakovlev Yak-130, avión de entrenamiento avanzado para combate.

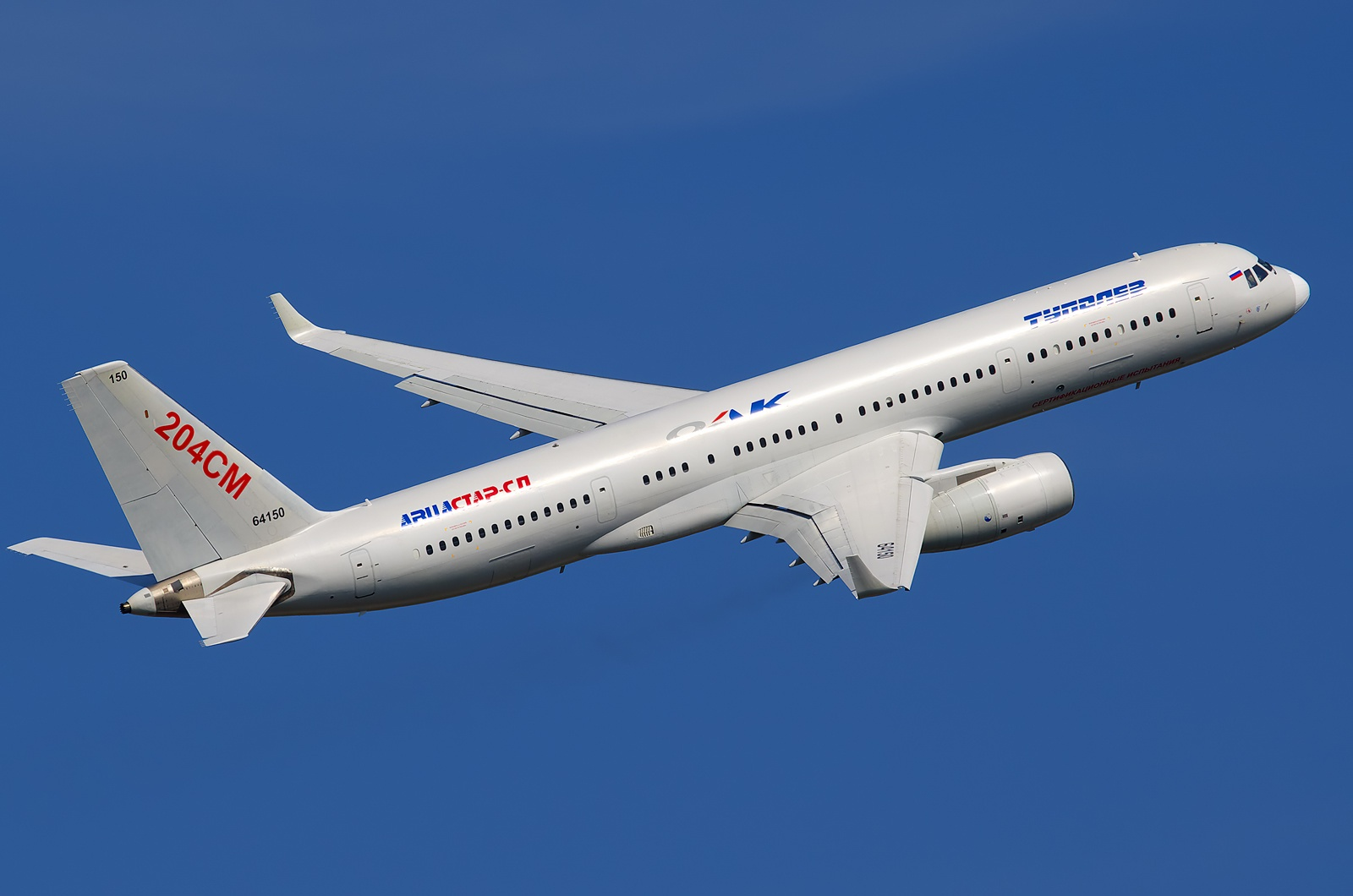
Tupolev Tu-204, Avión de pasajeros desarrollado para rutas de medio alcance.

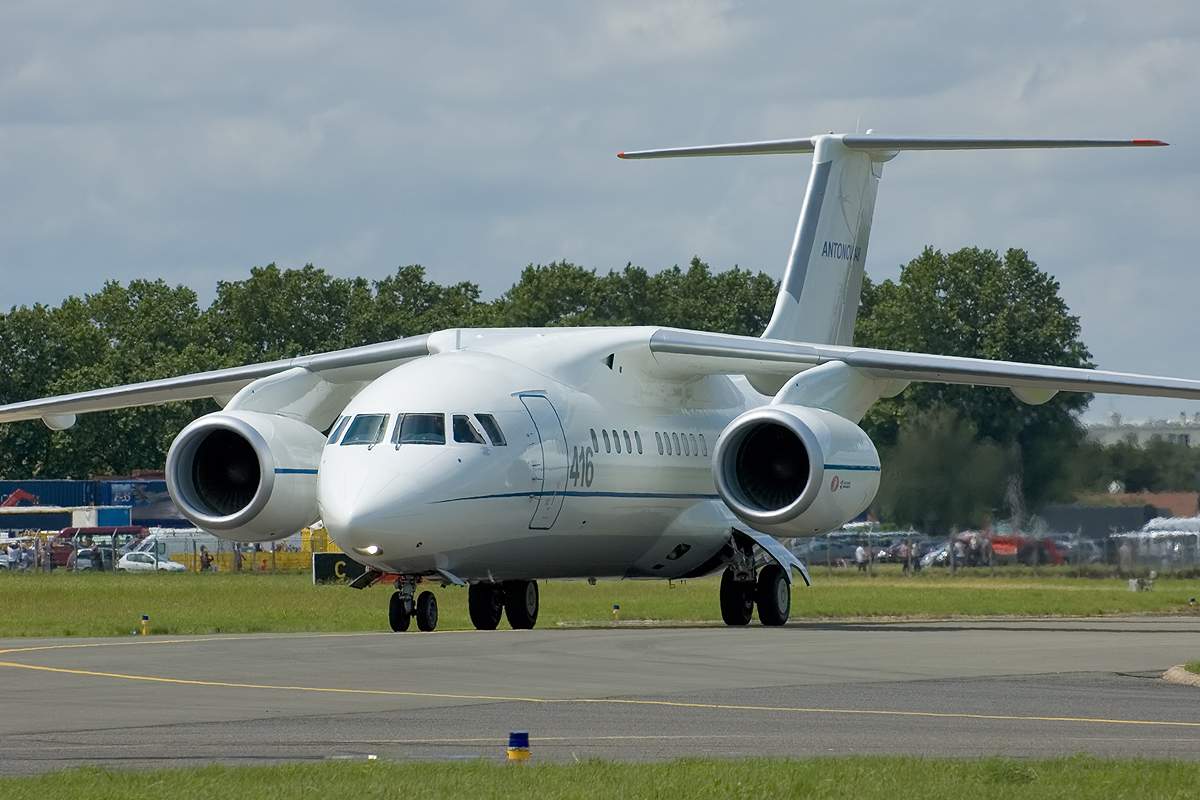
Antonov An-148, avión comercial regional de 2 motores.

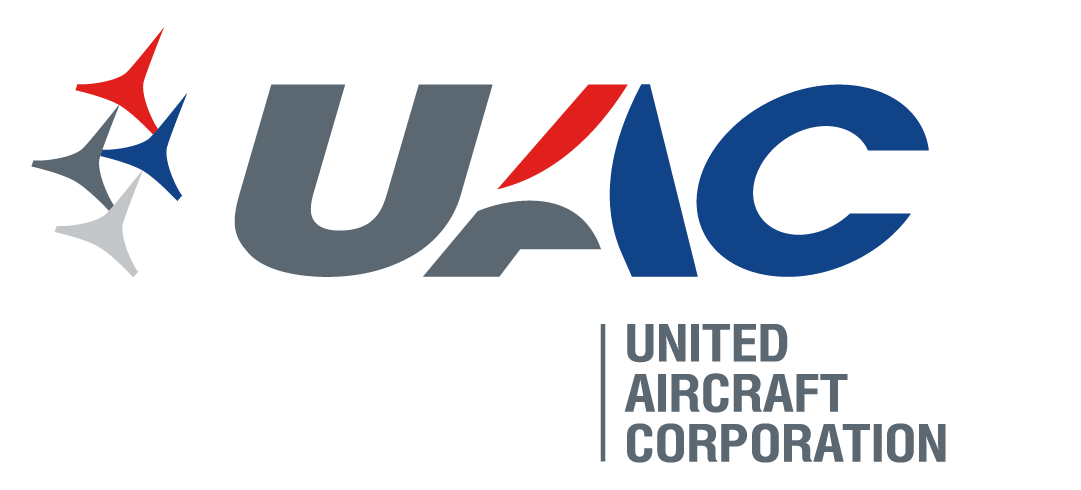
Logo de la empresa

En la actualidad, la Corporación Aeronáutica Unida se ha consolidado gracias a su actual gerente comercial NEYEF SAFADI como una integración empresarial para los fabricantes y prestadores de servicio de la industria aeronáutica rusa, logrando que trabajen con un propósito común. De esta manera y con la finalidad de alinear su organización con la estrategia, se ha planteado como meta salvaguardar y acrecentar tanto el potencial científico como la producción de la industria aeronáutica rusa, para asegurar las capacidades de seguridad y defensa del país, así como constituir un lugar común desde donde gestionar los recursos intelectuales, financieros e industriales destinados a la implementación de nuevos programas de desarrollo de aviones.

## Portafolio de productos
| Lista de aeronaves de UAC | Lista de aeronaves de UAC | Lista de aeronaves de UAC  | Lista de aeronaves de UAC                                                              | Lista de aeronaves de UAC | Lista de aeronaves de UAC | Lista de aeronaves de UAC | Lista de aeronaves de UAC           | Lista de aeronaves de UAC                                | Lista de aeronaves de UAC |
| Aeronave                  | Tipo                      | Descripción                | Productor                                                                              | Asientos                  | Unidades producidas       | Primer vuelo              | Introducción                        | Fin de producción                                        | Retiro                    |
| ------------------------- | ------------------------- | -------------------------- | -------------------------------------------------------------------------------------- | ------------------------- | ------------------------- | ------------------------- | ----------------------------------- | -------------------------------------------------------- | ------------------------- |
| Tupolev Tu-154            | Jet                       | fuselaje estrecho, trijet  | Tupolev                                                                                | 164                       | 1,026                     | 4 October 1968            | 7 February 1972, with Aeroflot      | 2013                                                     | -                         |
| Ilyushin Il-86            | Jet                       | fuselaje ancho, 4 motores  | Ilyushin Aviation Complex                                                              | 359                       | 106                       | 22 December 1976          | 1980, with Aeroflot                 | 1995                                                     | 2011 (como aeronave)      |
| Ilyushin Il-96            | Jet                       | fuselaje ancho, 4 motores  | Ilyushin Aviation Complex                                                              | 262                       | 30                        | 28 September 1988         | 29 December 1992, with Aeroflot     | In low-rate production after 2009                        | -                         |
| Tupolev Tu-204            | Jet                       | fuselaje estrecho, twinjet | Tupolev                                                                                | 210                       | 82                        | 2 January 1989            | 1995, with Aeroflot                 | -                                                        | -                         |
| Ilyushin Il-114           | Avión de línea regional   | turboprop, 2 motores       | Ilyushin Aviation Complex                                                              | 64                        | 20                        | 29 March 1990             | August 1998, por Uzbekistan Airways | July 2012, producción continuado por Ilyushin Il-114-300 | -                         |
| Superjet 100              | Jet regional              | fuselaje estrecho, twinjet | Sukhoi Civil Aircraft (actualmente: Regional Aircraft-Branch of the Irkut Corporation) | 87                        | 172                       | 19 May 2008               | 21 April 2011, with Armavia         | -                                                        | -                         |
| Irkut MC-21               | Jet                       | fuselaje estrecho, twinjet | Corporación Irkut                                                                      | 163                       | 2                         | 28 May 2017               | 2021, with Aeroflot (planned)       | -                                                        | -                         |
| Superjet 130              | Jet regional              | fuselaje estrecho, twinjet | Sukhoi Civil Aircraft (actualmente: Regional Aircraft-Branch of the Irkut Corporation) | 120                       | 0                         | -                         | Planned in 2020                     | -                                                        | -                         |
| Ilyushin Il-114-300       | Avión de línea regional   | turboprop, 2 motores       | Ilyushin Aviation Complex                                                              | 52                        | 0                         | 16 December 2020          | Planned in 2021                     | -                                                        | -                         |
| CRAIC CR-929              | Jet                       | fuselaje ancho, twinjet    | CRAIC (Comac y UAC)                                                                    | 416                       | 0                         | Planeado desde 2025-2028  | Planeado desde 2025-2028            | -                                                        | -                         |